# Albrecht Zehme
Ernst Albrecht Zehme (vielfach fälschlich Adolf Zehme; geb. 22. November 1828 in Bunzlau, Königreich Preußen, heute Polen; gest. 29. April 1889 in Frankfurt (Oder), Deutsches Reich) war ein deutscher Lehrer, Historiker, Prorektor und Vorstand der Stadtverordnetenversammlung von Frankfurt (Oder).

## Leben

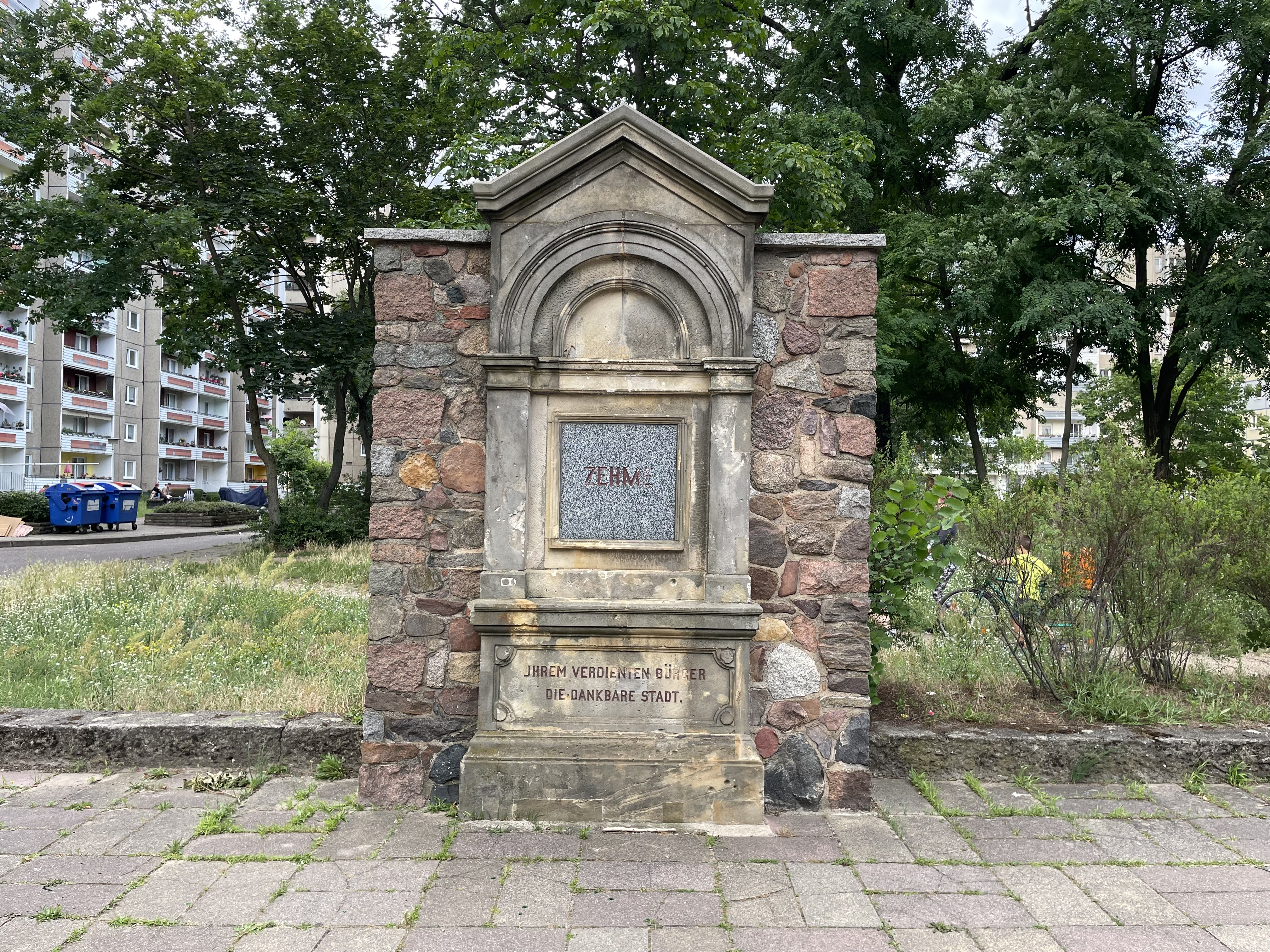
Grabdenkmal für Albrecht Zehme in Frankfurt (Oder)

Zehmes Eltern waren Ernst Vertraugott Zehme und Regina Dorothea Zehme geb. Hoffmann. Sein Vater war Inspektor der Königlichen Waisenhaus- und Schulanstalt Bunzlau. Von 1841 bis 1846 war Zehme Schüler der Liegnitzer Ritterakademie. Am 19. Mai 1846 schrieb er sich an der Universität Leipzig ein. Am 29. August 1847 verließ er die Universität Leipzig. Er setzte sein Studium an den Universitäten Breslau und Halle fort. Zehme studierte klassische und semitische Philologie. Zu seinen Lehrern gehörten in Leipzig Gottfried Hermann, Moriz Haupt und Heinrich Leberecht Fleischer, in Breslau Friedrich Haase und Franz August Schmölders und in Halle Gottfried Bernhardy und Emil Rödiger. Im Frühjahr 1850 bestand er das Examen pro facultate docendi und erwarb so die Lehrbefähigung für weiterführende Schulen. Im Sommer 1850 promovierte Zehme. 
Ab dem 29. September 1851 bis zum 29. September 1851 absolvierte er das Probejahr am Friedrichswerderschen Gymnasium zu Berlin. Zum 30. September 1851 wurde Zehme nach Liegnitz an die Ritter-Akademie berufen. Dort war er bis 1855 Alumnatsinspektor und anschließend bis Ostern 1858 Oberlehrer. Ostern 1858 wurde Zehme als Oberlehrer an das Gymnasium in Lauban berufen. Ostern 1865 ereilte ihn der Ruf als Prorektor an die Oberschule in Frankfurt (Oder). Er war dort Ordinarius der Sekunda und unterrichtete in den Oberklassen Deutsch, Latein, Französisch und Geschichte. Zehme wurde nachgesagt, ein Muster an Pünktlichkeit und gewissenhafter Pflichterfüllung zu sein. 
Sein Arbeitsfeld blieb nicht auf die Schule beschränkt. Zehme behielt sein wissenschaftliches Interesse und wählte Arabistik als Mittelpunkt seiner selbständigen Studien. Er veröffentlichte im Zeitschrift für Länder- und Völkerkunde Globus eine Reihe von Aufsätzen. Darin stellte er die zeitgenössischen Kenntnisse zur Kultur und Geschichte der Arabischen Welt vor. 
Zehme gehörte vielen Vereinen an. Er war Mitglied im Vorstand der Kasino-Gesellschaft und des liberalen Wahlkomitees. Zudem war Zehme Vorsitzender des Handwerkervereins. Nicht zuletzt war Zehme Mitglied und seit 1876 Vorsitzender der Stadtverordnetenversammlung von Frankfurt (Oder). 

## Ehrungen
Zehmes Grab in Frankfurt (Oder) wurde nach Auflassung des Friedhofs als Ehrengrab erhalten. Nach ihm wurde eine Straße in einem Siedlungsgebiet in Frankfurt (Oder) benannt. Die Straße wurde in Mozartstraße umbenannt, nachdem ein zentraler Platz in Frankfurt (Oder) den Namen Zehmes erhielt.

## Werke
- Über die mögliche Fruchtbarkeit semitischer Studien für die Schule. Liegnitz 1855. (Programm Liegnitz Ritter-Akademie.)
- De Catulli carmine sexagesimo tertio. Lauban 1859. (Programm Lauban Gymnasium.)
- Zur Benutzung für den lateinischen Unterricht der Realschulen. Frankfurt/O. 1866. (Programm Frankfurt a. O. Oberschule.)
- Zentral-Arabien. Eine Skizze. Frankfurt/O. 1872. (Programm Frankfurt/O. Oberschule.)
- Arabien und die Araber seit 100 Jahren. 1875